# Палилов, Иван Константинович
Ива́н Константи́нович Пали́лов (15 августа 1919, Тамбовская область — 29 марта 1994, Москва) — подполковник Советской Армии, участник Великой Отечественной войны, Герой Советского Союза (1945).

## Биография
Родился 15 августа 1919 года в селе Семёновка (ныне — Петровский район Тамбовской области). После окончания неполной средней школы работал в колхозе. 
В 1939 году был призван на службу в Рабоче-крестьянскую Красную Армию. Участвовал в боях советско-финской войны. С начала Великой Отечественной войны — на её фронтах. В 1942 году окончил Харьковское военно-политическое училище.
К январю 1945 года гвардии капитан Иван Палилов командовал ротой 270-го гвардейского стрелкового полка 89-й гвардейской стрелковой дивизии 5-й ударной армии 1-го Белорусского фронта. Отличился во время освобождения Польши. 14 января 1945 года рота Палилова успешно прорвала немецкую оборону в районе населённого пункта Бжозувка-Подогродзе в 8 километрах к югу от города Варка, переправилась через реку Пилицу и захватила мост через неё.
Указом Президиума Верховного Совета СССР от 27 февраля 1945 года гвардии капитан Иван Палилов был удостоен высокого звания Героя Советского Союза с вручением ордена Ленина и медали «Золотая Звезда».
После окончания войны продолжил службу в Советской Армии. В 1957 году он окончил курсы «Выстрел». В 1965 году в звании подполковника уволен в запас. Жил и работал в Москве. Работал в Московском химико-технологическом институте им. Д. И. Менделеева начальником отдела.
Скончался 29 марта 1994 года и был похоронен на Хованском кладбище.

## Награды
- Герой Советского Союза,
- Орден Ленина,
- орденом Отечественной войны 1-й степени,
- орденами Красной Звезды (трижды),
- медали.

## Память
- Мемориальная доска в Москве, по адресу: Сиреневый бульвар, дом 50 (открыта 11 февраля 2025 года). Скульптор Игорь Бурганов, архитектор Алексей Комов.